# Jumoke Odetola
Jumoke Odetola es una actriz nigeriana. Comenzó su carrera en Nollywood en películas en inglés, antes de actuar en varios proyectos cinematográficos en yoruba.

## Biografía
Otedola nació el 16 de octubre de 1983 en Lagos, siendo la menor de siete hijos. Por origen, es de Ijemo en Abeokuta, estado de Ogun. Asistió a la ABATI Nur / Pry School en Lagos y realizó la secundaria en Abeokuta Grammar School. Obtuvo su primer título de la Universidad Ajayi Crowther, Estado Oyo con una licenciatura en Tecnología de la Información y Comunicación / Ciencias de la Computación. Luego asistió a la Universidad Federal de Agricultura, Abeokuta, donde se graduó con una maestría en Ciencias de la Computación. Mencionó que su año de servicio lo realizó en NYSC en Estado de Abia.

## Carrera profesional
Según una entrevista realizada por Punch, reveló que su decisión de incursionar en la actuación fue contraria a los deseos de sus padres. Sin embargo, su realización en la industria del entretenimiento los llevó a aceptar la carrera que eligió. También describió a su personaje en Somewhere in the Dark, como su papel cinematográfico más desafiante. Citó a Majid Michel y Omotola Jalade Ekehinde como grandes inspiraciones en sus primeros días como actriz, mientras que Abiodun Jimoh fue su principal mentor en el negocio del cine.

## Filmografía
- Somewhere in the Dark[4]
- Glitterati[4]
- Binta Ofege[6]
- Heroes and Zeros[7]
- Lagido[7]
- Bachelor's Eve[7]
- Alakiti[7]
- HigiHaga[7]
- Tinsel[7]
- The Return Of HigiHaga[7]
- Family Ties[7]
- Kanipe (2017)[8]
- Wetin Women Want (2018)[9]

## Premios
En 2015, ganó la categoría revelación del año en los premios BON. Además, en los Africa Magic Viewers Choice Awards, ganó el premio en la categoría mejor película en lengua indígena por su papel en Binta Ofege y Somewhere un the dark. También ganó el premio a la mejor actriz en un papel principal (yoruba) en los premios Best of Nollywood Awards 2017. También fue nominada como mejor actriz de reparto (Yoruba) en los City People Movie Awards 2017.